# محمد صالح محمود
الدكتور محمد صالح محمود الجبوري هو طبيب عسكري وسياسي عراقي ولد في الرمادي عام 1912، ينتمي لعشيرة جبور الواو، وأبوه كان عقيدا في الجيش العثماني. درس في كلية الطب الملكية في بغداد وتخرج منها سنة 1938. شغل منصب أول وزير صحة في العهد الجمهوري بعد ثورة 14 تموز 1958 حتى تقديمه استقالته في 3 شباط 1959 وقبلت في 7 شباط 1959 ونشرت في الجريدة الرسمية في 10 شباط 1959، حيث خلفه في المنصب الدكتور محمد عبد الملك الشواف.
علما أنه ابن خاله اللواء عبد اللطيف الدراجي، وزير الداخلية في عهد الرئيس عبد السلام عارف.